# 巨核球

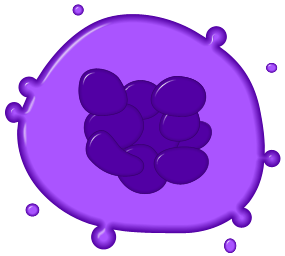
巨核球のイラスト

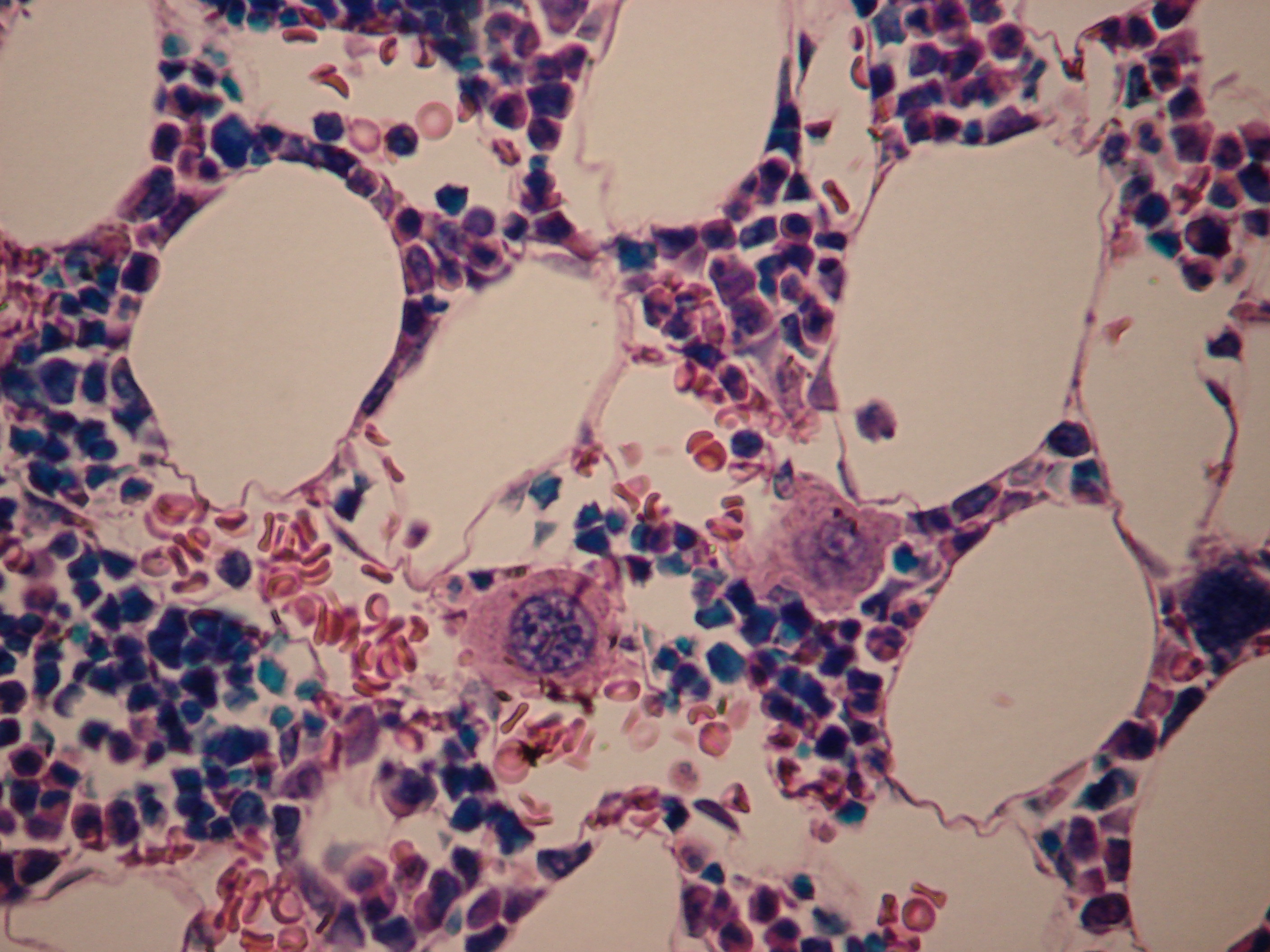
骨髄内の巨核球
中央から4時方向と7時方向にある2つの大きい細胞が巨核球。白く見えている部分は脂肪、紫に染まっている細胞はほとんどが白血球または赤血球の幼若な細胞、核がない赤い細胞は赤血球

巨核球（きょかくきゅう、英: megakaryocyte）は、骨髄の中に存在し直径35～160μmの骨髄中最大の造血系細胞。血小板を産出する。

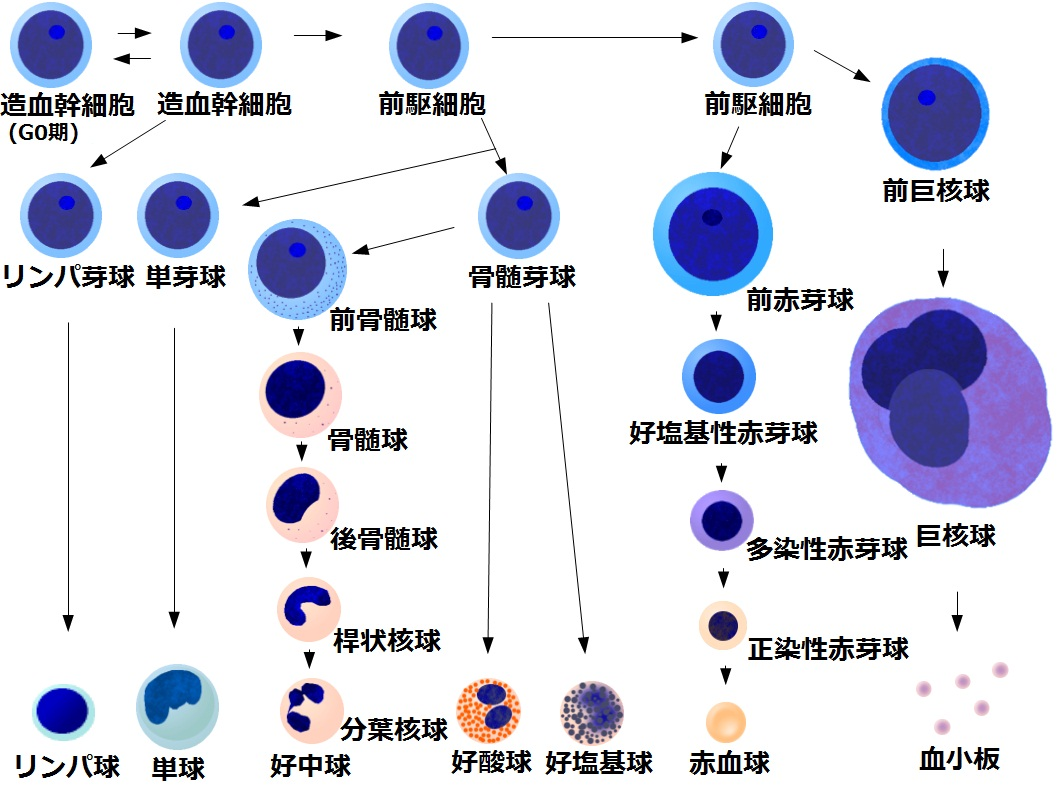
造血幹細胞とその細胞系系統

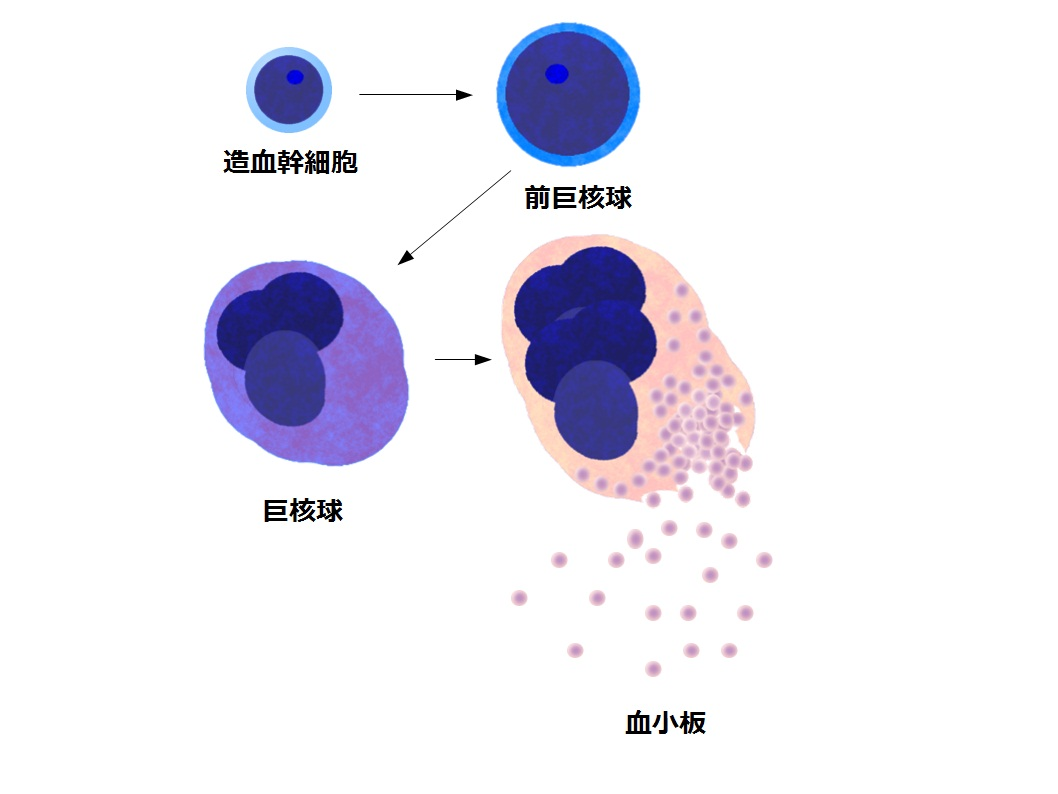
血小板の産出

## 概要
巨核球は造血幹細胞に由来し、巨核球系前駆細胞(CFU-Meg)、巨核芽球、前巨核球を経て巨核球が形成される。多形核を有し、細胞質には多数のアズール顆粒が存在する。
巨核球は骨髄内では一般に洞様血管付近に存在するが、骨髄から出ることは出来ず末梢血中では観察できない。
細胞分裂を伴わない胞体内核分裂を起こし多形核を持つ。
1個の巨核球から数千個の血小板が作成される。

## 特異性
ヒトの通常の体細胞の核は父母から遺伝子を1セットずつ受け継いだ2倍体であり、23対46本の染色体を持ち、細胞分裂の際には核および細胞質が分裂・複製して2個の細胞になる（倍数性）。
巨核球も前駆細胞の段階では細胞分裂で数を増やすが、巨核芽球の段階では核が分裂・複製しても細胞の分裂は起きない。
したがって一つの細胞に中に2～32セット(4N～64N)ときには(128N)の染色体を持つことになる。
この巨核芽球が分化すると好塩基性は次第に弱くなり、アズール顆粒が出現し前巨核球になり、さらに巨大化・成熟して巨核球になる。
通常は3～4回分裂・複製し一つの細胞の中に16～32セット(32N～64N)の染色体を持つものが多い。
しかも染色体のセット数と核の数が一致しない特異性を持つ。
これが豊富な多形核を持つ理由と思われている。
成熟した巨核球が血小板を産出する際には、その細胞質を数珠状の突起に変化させる(胞体突起形成細胞)。さらにその突起を洞様血管壁の小孔から血管内に伸ばす。数珠状に連なった細胞質がひとつずつ分離して、それぞれの断片が血小板になる。

## 血小板の産出後
細胞質が分解して血小板になった後、巨核球は細胞質を失い裸核となる。
裸核はマクロファージに捕捉分解される。

## 巨核球の異常

### 巨核球の減少
再生不良性貧血や急性白血病では巨核球の生成が阻害され数が減る。
したがって血小板も減少する。

### 巨核球の増加
骨髄増殖性疾患特に本態性血小板血症では巨核球は数が増えるばかりでなく、一つの細胞の中の染色体数も増加し大型や異型の巨核球がみられる。
血小板は数が増え、大きさや形にも異常が見られることが多い。

### 急性巨核芽球性白血病
急性巨核芽球性白血病（急性骨髄性白血病M7型）では分化成熟能力を失った巨核芽球様細胞が異常増殖する